# Anulohypha
Anulohypha är ett släkte av svampar. Anulohypha ingår i divisionen sporsäcksvampar och riket svampar.